# سلیم‌آباد (بیرجند)
سلیم‌آباد یک منطقهٔ مسکونی در ایران است که در دهستان باقران واقع شده‌است. براساس سرشماری مرکز آمار ایران در سال ۱۳۹۵، این روستا کمتر از سه خانوار جمعیت داشته‌است.